# موقع ومتحف هيراكس هيل
موقع ومتحف هيراكس هيل تم إعلان موقع تل هيراكس نصبًا تذكاريًا وطنيًا في عام 1945 وتم افتتاحه للجمهور في عام 1965، وكان هذا نتيجة للاكتشافات المذهلة للآثار التي أجرتها السيدة سيلف والحفريات الأثرية اللاحقة التي أجرتها الدكتورة ماري ليكي في عام 1938 والتي كشفت عن نتائج كبيرة في مناطق مختلفة من الموقع ومستويات الإشغال. كانت السيدة سيلف الراحلة هي مالكة العقار، أصبح تجديد المعرض الأثري ممكنًا من خلال الرعاية الكريمة من جمعية متحف كينيا والتشاور مع المعهد البريطاني في شرق إفريقيا بالتعاون مع المتاحف الوطنية في كينيا، ويتمتع التل بأهمية خاصة لأنه يشمل عدة مراحل من الإشغال، كما أن له تاريخًا طويلًا من التحقيق الأثري، والذي بدأ في عام 1937 مع ماري ليكي.

## تاريخ الحفريات
في عام 1937، نقّبت الدكتورة ماري ليكي في الموقع الأول، واكتشفت أدلة على وجود مساكن تعود إلى أواخر العصر الحديدي، تتكون من سلسلة من الأسوار الحجرية الخام، وعدد من المدافن. ووفقًا لسوتون، تنتمي هذه المواد إلى أواخر العصر الحديدي، ويُرجّح أن عمرها حوالي 200 سنة، وخلال أعمال التنقيب اكتشفت ليكي أيضًا طبقة استيطان أقدم بكثير تعود إلى أواخر العصر الحجري، واكتُشفت عدة مدافن وتُعرف هذه المنطقة اليوم باسم المقبرة الجماعية من العصر الحجري الحديث على لافتات المتحف.
في عام 1938، قامت الدكتورة ماري ليكيبالتنقيب في الموقع الثاني وربطت بشكل خاطئ بين طبقات احتلال سيريكوا والمواد التي تعود إلى ما قبل العصر الحديدي في الموقع الأول وموقع دفن ناكورو. وفي عام 1943، تم الاعتراف بالأجزاء غير المحفورة من الموقع كموارد أثرية مهمة، وتم إعلان الموقع كنصب تذكاري وطني في 26 نوفمبر 1945.
في عام 1965، أجرى رون كلارك المزيد من الحفريات في الموقع الثاني، وموقع الدفن الجنوبي الأول، وبعد هذه الحفريات تم إنشاء متحف صغير في منزل المزرعة الذي كان مملوكًا سابقًا للسيدة أ. سيلف.
قام الدكتور أونيانغو أبونجي في عامي 1973 و1974 بالتنقيب في المنطقة المجاورة للموقع الأول، واكتشف بشكل أساسي مواد تعود إلى أواخر العصر الحديدي، والتي تضمنت حفرتين من العصر الحديدي وتلال دفن.
في عام 1986، أعاد الدكتور جون ساتون التحقيق في الموقع الثاني، وخلال هذه الفترة كشف التحقيق عن ثلاثة منازل تعود لشعب سيريكوا، وخلص الدكتور ساتون إلى أن الموقع الثاني لا علاقة له بالموقع الثاني، وأنه يعود إلى العصر الحديدي في القرون الوسطى من الألفية الثانية.

## الإدارة
هيراكس هيل متحف إقليمي يُدار من قِبل المتاحف الوطنية الكينية، ويرأسه الدكتور مزاليندو مديرًا عامًا. يُدار هيراكس هيل حاليًا من قِبل 12 موظفًا، ويرأسه أمين المتحف بصفته رئيسًا للمحاسبين، السيدة ليليان أمواندا هي أمينة متحف هيراكس هيل.

## مبنى المتحف
كان المبنى في السابق منزلًا ريفيًا شُيّد حوالي عامي 1900 و1910، ثم تنازلت عنه مالكته السيدة الراحلة سيلف، للمتحف الوطني الكيني عام 1965 يتميز المبنى بتصميم مستطيل الشكل، مع شرفة على طول واجهته الجنوبية، ويتم الدخول إليه عبر درج مستقيم بعرض 4.8 أمتار، يتألف من خمس درجات، يؤدي إلى شرفة، ثم إلى الرواق الرئيسي عبر رواق بارز يُشكّل جزءًا من المساحة المركزية للمبنى، وينقسم المبنى من الداخل إلى ثلاث غرف صالات عرض، أكبرها الغرفة المركزية، في الجزء الخلفي تجاور المبنى غرفتان تُستخدمان كمكاتب للقيّم وقسم التعليم على التوالي.

## معرض الصور
يضم المتحف معرضًا واحدًا مقسمًا إلى ثلاث غرف، أكبرها الغرفة الغربية، والشرقية، والوسطى، وتعرض الغرفة الغربية مواد إثنوغرافية، أما الغرفة الوسطى، فتُعرض آثار الموقع وفي وسط المعرض يوجد نموذج يُظهر الموقع بأكمله. أما الغرفة الشرقية، فتُعرض فيها مقتنيات من التاريخ الطبيعي.

## علم الآثار في تل هيراكس
تل هيركس هو تل صغير ولكنه بارز من سلسلة الحمم البركانية الصخرية يبلغ طوله حوالي 500 متر ويرتفع إلى 50 مترًا فوق السهل المحيط به، يرجع اسم التل إلى حيوانات الهيركس العديدة التي كانت تعيش في فتحات الصخور، وتم العثور على عدد من المعالم الأثرية التي يتراوح تاريخها من 5000 عام إلى 200 عام فقط على هذا التل، أقدمها هي منطقة احتلال العصر الحجري الحديث مع مدافن في الموقع الأول، يوجد أيضًا نشاط حديث من العصر الحديدي في الموقع الأول ونشاط سابق من العصر الحديدي في الموقع الثاني. بدأ الاهتمام بعلم الآثار في هذه المنطقة في عشرينيات القرن العشرين باكتشاف أحد المزارعين لمدافن قديمة مع أوعية حجرية مخبأة تحت الصخور على جانب تل صغير إلى الشمال الشرقي، وحقق لويس ليكي في هذه المدافن القديمة وأفاد بأنها تنتمي إلى مجتمع رعوي مبكر أطلق عليه اسم العصر الحجري الحديث، في الوقت نفسه لاحظ معالم أثرية أخرى على جانبي تل الوبر، وفي عام 1937شجع زوجته ماري على استكشافها، وكان تل الوبر محوريًا في تطوير البحث الأثري في كينيا لأكثر من سبعين عامًا، وقد ساهم،إلى جانب مواقع أخرى في المنطقة، في فهمنا للانتقال من نمط حياة الصيد وجمع الثمار إلى اعتماد أكبر على إنتاج الغذاء، وخاصةً الأنشطة الرعوية في هذه المراعي المرتفعة.

## مواقع المعارض
من بين 400 قطعة وعمل فني معروض، يمكن للزوار الاستمتاع بمشاهدة أقنعة منحوتة وتماثيل خشبية وأشياء أخرى صنعها الفنانون بين عامي 1970 و2000، كما تُعرض قطع أخرى جُمعت من الحقول، مثل الآلات الموسيقية التقليدية، وأدوات الصيد، والأعمال المعدنية، وقطع الخيزران، والفخار، كما تُقترح أحيانًا معارض مؤقتة.